# BMT Sea Beach Line

La N assure une desserte locale sur l'ensemble du tracé.

La BMT Sea Beach Line est une ligne (au sens de tronçon du réseau) du métro de New York comprenant des sections aériennes et à ciel ouvert, et située dans l'arrondissement de Brooklyn. Elle est issue de l'ancien réseau de la Brooklyn-Manhattan Transit Corporation (BMT). Rattachée à la Division B, son tracé s'étend de la station 59th Street (comme extension de la BMT Fourth Avenue Line) en direction du sud pour rejoindre le quartier de Coney Island au niveau du terminal de Coney Island – Stillwell Avenue. La ligne est desservie par le service N en omnibus sur l'intégralité de son tracé. À une époque, la section comportait également une desserte express qui était la plus rapide pour rejoindre Coney Island depuis Manhattan, mais celle-ci a depuis été abandonnée.

## Histoire
Le premier tronçon de la ligne fut inauguré le 22 juin 1915, et la ligne, achevée en 1918 compte 10 stations.